# Laura Luís
Laura José Ramos Luís (* 15. August 1992 in Funchal, Madeira) ist eine portugiesische Fußballspielerin.

## Leben
Laura Luís startete ihre Karriere in der Jugend des Grupo Desportivo Apel. 2008 verließ sie ihren Jugendverein und wechselte in die höchste portugiesische Frauenliga, nämlich zu dem Club Marítimo Funchal auf der Atlantikinsel Madeira. Dort spielte sie zwei Spielzeiten, bevor sie sich zum Sommer 2010 dem örtlichen Ligarivalen Desportivo Madeira anschloss.
Im Herbst 2011 verließ sie Madeira und ging für ihr Studium der Sportwissenschaften an die University of Texas at Brownsville and Texas Southmost College (UTB/TSC), wo sie ein halbes Jahr für das Women’s Soccer Team Ocelots spielte.
Im März 2012 unterschrieb sie (gemeinsam mit ihrer Landsfrau Ana Borges) bei dem W-League-Verein Santa Clarita Blue Heat. Dort kam sie jedoch über die Reservistinnenrolle nicht hinaus und kehrte im Herbst des gleichen Jahres zu Maritimo Funchal zurück. Nachdem sie sich seit Juli 2013 im Probetraining des FCR Duisburg befunden hatte, unterschrieb sie am 14. August 2013 einen Vertrag für die Spielzeit 2013–2014 mit dem deutschen Bundesligisten. Am 12. Juli 2016 unterschrieb Luís einen bis zum 30. Juni 2017 datierten Einjahresvertrag beim FF USV Jena. Im Mai 2017 gab Luís bekannt, dass sie mit dem Beginn der Saison 2017–2018 gemeinsam mit ihrer Landsfrau Dolores Silva zu SC Braga wechseln werde.

## Länderspiele
Laura Luís ist Nationalspielerin für Portugal und lief seit 2011 in fünf Länderspielen auf. Daneben nahm sie für Portugal 2012 an dem Torneio Internacional Cidade de São Paulo und dem Algarve-Cup 2012 teil.

## Erfolge
- Portugiesische Meisterin: 2019